# Washington County, North Carolina
Washington County är ett county i östra delen av delstaten North Carolina. Countyt fick sitt namn efter George Washington, USA:s förste president. Den administrativa huvudorten (county seat) är Plymouth och ligger cirka 10 km väster om Atlanten,  cirka 170 km öster om delstatens huvudstad Raleigh och cirka 100 km söder om gränsen till delstaten Virginia. 

## Geografi
Enligt United States Census Bureau så har countyt en total area på 1 099 km². 903 km² av den arean är land och 197 km² är vatten. 

### Angränsande countyn
- Chowan County - norrut -
- Perquimans County - nordost
- Tyrrell County - öster
- Hyde County - sydost
- Beaufort County - sydväst
- Martin County - väster
- Bertie County - nordväst

### Större städer och samhällen
- Plymouth, med cirka 4 100 invånare